# Projazz
La Academia de Música Projazz es un instituto chileno de música autónomo y reconocida por el Ministerio de Educación de Chile.

## Historia
Este fue fundado originalmente como Academia de Música Projazz en 1982 por George Abufhele Bus y la cantante y entrenador vocal Ana María Meza.
En 1985 el proyecto se ve potenciada por el ingreso del saxofonista Patricio Ramírez. El proyecto Projazz nace de la necesidad de espacios para músicos que desean perfeccionar sus conocimientos en jazz y en música popular, los cuales no contaban con espacios reales para ello, ya que solo existían alternativas orientadas a la música clásica y docta contemporánea, en conservatorios y universidades. Para ello surge la academia Projazz que en un principio impartía clases de guitarra, bajo, canto y teoría musical.
En 1999, la academia pasa a llamarse Escuela Internacional de Música Projazz creándose el primer programa de estudios de jazz del país, de cuatro años de duración. En 2005 decide integrarse al sistema de educación superior chileno, con la certeza de que este paso daría proyección y reconocimiento a un quehacer educacional que hasta ese momento sumaba más de dos décadas. De esta manera, en 2007 pasa a ser el Instituto Profesional Projazz, convirtiéndose en la primera institución en crear un programa de jazz de nivel profesional, aprobado por el Ministerio de Educación, impartiendo las carreras de Interpretación en Jazz y Música Popular y Composición Musical. En 2015 obtiene la Autonomía Institucional del Ministerio de Educación.[cita requerida]
En el año 2005 en busca de alianzas estratégicas, representantes de Projazz visitaron Nueva York para reunirse con David Schroeder, Director de Estudios de Jazz, Martin Mueller, Director Ejecutivo del Programa de Jazz y Música Contemporánea, ambos de la Universidad de Nueva York (NYU); Larry Monroe, Vicepresidente Asociado para Programas Internacionales del Berklee College of Music de Boston, y Miguel Ángel Corzo, Presidente de la Universidad de las Artes de Filadelfia (University of the Arts. UArts).
Projazz recibió la visita de Patrick Jones Ph.D., Director de la División de Educación Musical de UArts, y María Serrat i Martí, directora general del Conservatorio del Liceo de Barcelona, instituciones con las que se firmaron convenios marco que han promovido la visita de profesores y estudiantes en ambas direcciones.
En el año 2007 entre los rectores George Abufhele Bus, en representación del Instituto Profesional Projazz, y Roberto Guerrero del Río, por la Universidad Finis Terrae, se firma el convenio que permite a los alumnos de Projazz, a partir del 3.er o 4.º año de carrera, ingresar de forma paralela al programa de Pedagogía en Artes Musicales de la Universidad Finis Terrae, de dos semestres de duración. Gracias a este convenio, en cinco años de estudio, nuestros alumnos pueden obtener dos títulos profesionales: de Intérprete o Compositor, otorgados por Projazz, y el título de Profesor en Artes Musicales, junto a la Licenciatura en Educación.
Durante el año 2010, el director del Conservatorio de Música Souza Lima de Brasil, Antonio Mário Cunha, invita a Projazz a formar parte de ALAEMUS, Asociación Latinoamericana de Escuelas de Música. Desde esa fecha, Projazz participa todos los años viajando con profesores y alumnos destacados al Congreso Latinoamericano de Escuelas de Música, CLAEM, que se desarrolla año a año en distintos países, y cuyo objetivo es promover el intercambio entre escuelas de música y potenciar el desarrollo del jazz en Latinoamérica.
Durante el 2012, dos equipos académicos de la Texas State University (TSU) visitaron Projazz, para efectuar actividades de extensión. Así es como nace el intercambio académico entre ambas instituciones, con el Programa de Postgrado de Jazz y el Programa de Teatro Musical.
Con el apoyo de la Embajada de Estados Unidos, Projazz invitó a Kaitlin Hopkins, Directora del Programa de Teatro Musical de la TSU y Jim Price, Profesor de Actuación. Ambos actores, formados en Broadway, impartieron una master class (clase maestra) abierta a toda la comunidad nacional y además sostuvieron jornadas de trabajo sobre el currículo académico que impartirá Projazz a partir de 2013, en la primera carrera de Teatro Musical de nuestro país, dirigida por el reconocido actor y director teatral Felipe Ríos.
Se inaugura una tercera sede, el Campus Bellavista, diseñado especialmente como un espacio para el desarrollo de las artes escénicas.
En 2013 Projazz se ha convertido en la primera institución de educación superior del país en impartir la carrera profesional de Intérprete en Teatro Musical, que se suma a las dos carreras profesionales que actualmente imparte el Instituto: Intérprete en Jazz y Música Popular, y Composición Musical.
Esta búsqueda de innovación que ha caracterizado a Projazz ha estado fortalecida por las diversas alianzas que el Instituto ha buscado tanto en Chile como en el extranjero, con el fin de brindar planes de estudios de excelencia y a la vanguardia en la enseñanza artística.
IP Projazz ha consolidado la formación de artistas profesionales en el ámbito del jazz y la música popular. En 2013 creó la primera carrera profesional de Teatro Musical en el país, liderando el perfeccionamiento de las artes escénicas integradas. Los planes de estudio de Projazz integran y promueven un diálogo permanente entre el acervo aportado por la tradición y las tendencias de las vanguardias artísticas.
Durante el 2017 IP Projazz firma alianza con Berklee College of Music para ser miembro de Berklee Global Partners . Este acuerdo permite que asignaturas aprobadas en Projazz puedan ser transferidas directamente en Berklee a una carrera profesional presencial u en línea, o un diploma.

## Algunos exalumnos destacados[4]
- Camila Moreno, cantante solista
- Nicole, cantante solista
- Javiera Mena, cantante solista
- Denisse Malebrán, vocalista de la banda Saiko.